# Семёнов, Георгий Витальевич
Георгий Витальевич Семёнов (1931—1992) — русский советский прозаик.

## Биография
Г. В. Семёнов родился 12 января 1931 года в Москве. Дед Семёнова был известным в Москве мастером-краснодеревщиком.
В 1949 году окончил Строгановское училище, стал мастером декоративной лепки, в 1949—1955 годах работал на строительстве Ангарска, оформлял фасады московских зданий.
Первый рассказ «Как стрекоза Ромку учила» опубликован в журнале «Мурзилка» в 1954 году. В 1960 году окончил Литературный институт (семинар В. Лидина).
С 1961 года публиковал прозу. Член СП СССР с 1962 года.
Член правления СП СССР (с 1986 года) и СП РСФСР (с 1985 года). Член редколлегии журнала «Наш современник» (1979—1989).
Жил в Москве, но подолгу бывал на Волге и на Севере России.
Скончался 30 апреля 1992 года в Москве. Похоронен на Троекуровском кладбище.

## Оценки творчества
Семёнов — великолепный стилист, проза его исключительно музыкальна, динамична, точна.— Фазиль Искандер

Изображая не совсем обычные, но отнюдь не исключительные ситуации, а чаще всего — встречи, Семёнов раскрывает перед читателем образы простых людей, обращая при этом особое внимание на движения человеческой души. Суть рассказа Семёнова создают не внешние события, а зачастую трагические конфликты с окружающими и борьба человека с самим собой. Действие в произведениях Семёнова, которое он любит заключать в традиционные рамки путешествия, протекает эпически спокойно. Многое дается лишь импрессионистически, наброском, читателю не предлагаются конкретные ответы на вопросы. Стиль прозы Семёнова отличается ясностью, образностью и близостью писателя к природе.— Вольфганг Казак

## Премии и награды
- Государственная премия РСФСР имени М. Горького (1981) — за книгу рассказов и повестей «Голубой дым» (1979)
- премия журнала «Наш современник» (1977, 1978, 1988)
- орден Трудового Красного Знамени (16.11.1984)
- орден Дружбы народов (12.01.1981)
- орден «Знак Почёта»
- медаль «За трудовую доблесть» (28.10.1967)

## Сочинения
- На Волге // «Знамя», 1961, № 3
- Сорок четыре ночи, 1964
- Лебеди и снег, 1964
- Распахнутые окна, 1966
- Кто он и откуда, 1968
- Луна звенит, 1968
- Вечером, после дождя, 1969
- К зиме, минуя осень, 1972
- Дней череда, 1973
- Сладок твой мёд… (повесть), 1974
- Уличные фонари (повесть), 1976
- Вольная натаска (роман), 1978
- Голубой дым (сборник), 1979
- Фригийские васильки, 1980
- Утренние слёзы, 1982
- Городской пейзаж // «Новый мир», 1983, № 8
- Земные пути // «Новый мир», 1985, № 7
- Ум лисицы (сборник), 1987
- Чертоги любви (сборник), 1987
- Чертово колесо // «Наш современник», 1988, № 1-2
- Путешествие души // «Новый мир», 1991
- Убегающий от печали // «НМ», 1996, № 9
- Поэзия возвращения // «Знамя», 1997, № 9.

## Экранизации
- 1988 — «Осень, Чертаново…» (реж. Игорь Таланкин, Дмитрий Таланкин)
- 1989 — «Убегающий август» (реж. Дмитрий Долинин)